# Kereta Api Indonesia

Logo

PT Kereta Api Indonesia ist seit 1. Juni 1999 der Name der staatlichen indonesischen Eisenbahngesellschaft. Das Wort für „Eisenbahn“ in Bahasa Indonesia setzt sich aus den Worten Kereta „Wagen“ und Api „Feuer“ zusammen. Der Firmensitz ist in Bandung. Das Präsidentendekret Nr. 22 von 1963 reorganisierte den Betrieb unter dem Transportminister. Gesetz Nr. 13 von 1992 regelt heute die Aufgaben. Das Unternehmen untersteht nun dem Ministerium für Staatseigene Betriebe (BUMN). Eine größere private Beteiligung am Schienenverkehr ist seit Langem vorgesehen.

## Geschichte
Seit der Verstaatlichung hieß der Betrieb von 1946 verschiedentlich: Angkatan Moeda Kereta Api (AMKA), Djawatan Kereta Api Republik Indonesia (DKARI) von 28. September 1950 bis 1963, Perusahaan Negara Kereta Api (PNKA) von 1963 bis 1971, Perusahaan Jawatan Kereta Api (PJKA) seit 15. September 1971, Perusahaan Umum Kereta Api (Perumka) vom 2. Januar 1991 bis 1999.
Die Tochtergesellschaft PT.KCI betreibt mit 1,5 kV Gleichspannung elektrifizierte Nahverkehrslinien um die Hauptstadt Jakarta. Der zentrale Nahverkehrsbahnhof ist Gondangdia. Im Raum Medan verkehren ebenfalls Pendlerzüge.

### Vor 1951
Die Kolonialherren begannen in Niederländisch-Indien ab den 1870ern den Bau von Eisenbahnen. Die erste Gesellschaft war die Nederlands-Indische Spoorweg (NIS), die ein Streckennetz in Normalspur (1435 mm) errichtete. Die Verwaltung gründete die Nederlandsch-Indische Staatsspoorwegen (SS), zugleich förderte man die Gründung kleinerer Privatbahnen. Es entstanden auch zahlreiche Schmalspur- (600 mm) und Feldbahnen. Der Bahnbetrieb war auf Sumatra, Java und Madura beschränkt. Alle nach 1880 neu angelegten Hauptstrecken wurden in Kapspur ausgelegt. Während der japanischen Verwaltung (1942–45) wurden die Regelspurstrecken auf Java vollständig auf Kapspur umgespurt, die Verwaltung als  Rikuyu Sōkyoku in einer Hand in Bandung zentralisiert und die Bahnstrecke Saketi–Bayah neu angelegt. Die am 15. August 1945 fertiggestellte Strecke zwischen Muaro und Penkanbaru ging nie in Betrieb. Etliche Lokomotiven sowie Material von gut 910 km Strecke wurde zum Bau der Burma-Bahn nach Thailand verbracht.
Die rückerobernden Niederländer betrieben die Bahnen nach 1946 als Vereenigte Spoorwegen (VS). Am 23. November 1947 kamen 46 von 100 gefangenen Freiheitskämpfern zu Tode, nachdem man sie 13 Stunden ohne Wasser in Güterwagen gepresst transportiert hatte. Guerillaangriffe auf Bahnstrecken zerstörten das Bahnsystem noch mehr. Nach der Unabhängigkeit wurden die Bahnen, die sich nach mangelnden Investitionen während der Weltwirtschaftskrise und den Kriegsfolgen in einem maroden Zustand befanden, verstaatlicht. Eine Kommission untersuchte 1951/52 die Wirtschaftlichkeit der einzelnen Strecken, ein wesentlicher Teil des Vorkriegsnetzes wurde, vor allem für den Personenverkehr, aufgegeben. Lediglich die Deli Spoorweg (ab 1942: Kita Sumatera Tetsudo, 1946: Keereta Api Soematra Oetara) blieb noch bis 1957 in privater Hand. Bis 1963 bestand eine separate Verwaltung.

### 1952 bis 1999

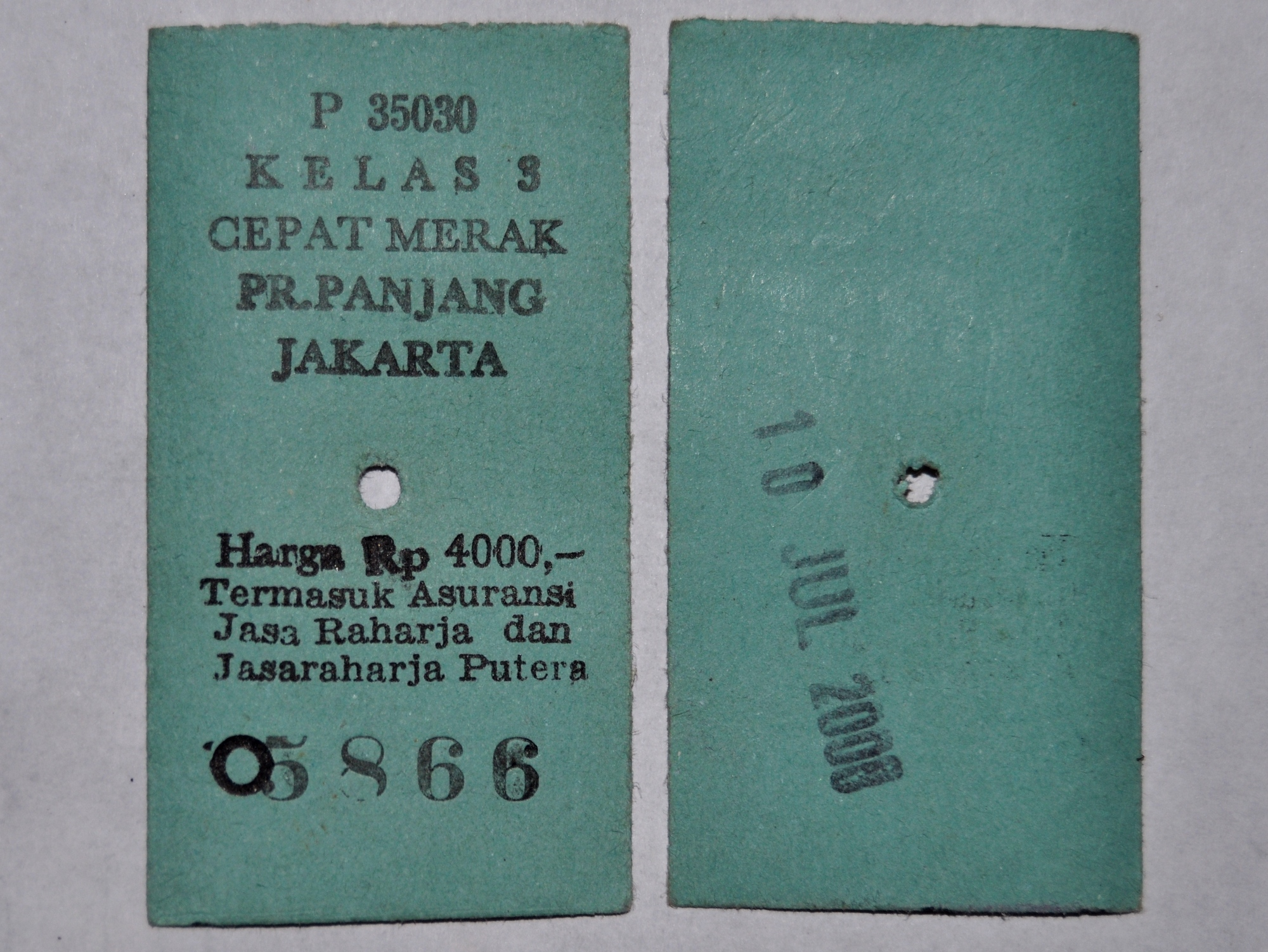
Indonesische Fahrkarte von 2000, noch als Edmondsonsche Fahrkarte ausgegeben

Die aus der Kolonialzeit stammenden Dampflokomotiven blieben noch lange in Gebrauch, vor allem solche der Bauart Mallet. Die ersten 27 Diesellokomotiven bestellte man 1953 in den USA. Die Serie D54 lieferte ab 1954 das LOWA-Werk in Leipzig, Der verstaatlichte ehemalige Krupp-Betrieb war lange Jahre ein Hauptlieferant der indonesischen Bahnen. Bis 1967 wurden rund 250 Diesellokomotiven im Ausland gekauft. Neue Wagen wurden nur für die Hauptstrecken beschafft. Die meisten Strecken wurden bis 1980 auf Dieselbetrieb umgestellt. Der Kohlenverbrauch sank von 356 000 t im Jahr 1953 auf 39 000 t 1975. Die Sicherungstechnik lieferte nach dem Krieg vor allem Siemens & Halske.
Die Beschäftigten organisierten sich in der Gewerkschaft Persatuan Buruh Kereta Api, die 1958 schon rund 32 000 Mitglieder hatte. Diese Organisation wurde als „kommunistisch“ gebrandmarkt. Während der Massaker in Indonesien 1965–1966 wurden zahlreiche Fachkräfte von den Schergen des mit CIA-Hilfe an die Macht geputschten Suharto ermordet. Das Unternehmen beschäftigte 1966 88586 Beschäftigte, zehn Jahre später nur noch ca. 60 000. Die Familie des Diktators betrachtete die subventionierten Staatsbetriebe als einen Selbstbedienungsladen zur persönlichen Bereicherung, sodass für Investitionen vorgesehene Gelder, oft Spenden der Entwicklungshilfe, versickerten. Obwohl im Planansatz der 1970er hohe Investitionen vorgesehen waren, blieb wenig Geld, die vollkommen überalterten Maschinen und Fahrzeuge instand zu halten. In den 1970ern waren durchschnittlich weniger als drei Viertel der Diesellokomotiven einsatzbereit, weniger als zwei Drittel der Dampflokomotiven und nur etwa 45 % der Güterwagen. 1966 wurde ein Viertel weniger Ladung als vor dem Putsch 1962 transportiert. Renovierungen fanden allenfalls an Hauptbahnhöfen statt, sodass viele kleinere Haltestellen auch heute noch aus den Originalbauten der Kolonialzeit bestehen.
Um 1970 hatte Indonesien 6793 km Strecke in Betrieb, davon 182 km zweigleisig. Zu dieser Zeit prüfte man Pläne für ein ganz Sumatra erschließendes Netz, wie es die Niederländer schon in den 1920ern geplant hatten. Dies erwies sich als nicht wirtschaftlich. So begann die Stilllegung der isolierten Bahnen außerhalb Javas. In Nord-Sumatra legte man die Strecke Bandar Aceh–Besitang, also die Gleise der früheren Ajeh Tram (AT; Spurweite 750 mm) 1971 bis Langsa, still. Ebenso aufgegeben wurden die Bahnen auf Madura (vor 1975). Davor waren 182 km zweigleisig. Als praktisch einzige Schmalspurstrecke blieb die Strecke Purwosari–Wonogiri in Zentraljava (Jawa Tengah) in Betrieb.
Im Jahre 1975 beförderte die Staatsbahn 5,8 Mio. t Ladung (1,3 Mrd. Frachtkilometer) und 32 Millionen Fahrgäste (3,1 Mrd. Personenkilometer). Bis in die 1980er wurde kaum in die Bahn investiert.
Die administrative Reorganisation 1991 sollte vor allem die Rentabilität erhöhen. Die Einnahmen der besseren Züge helfen die Preise der dritten Klasse niedrig zu halten, die ihre Kosten nur zu etwa 70 % deckt. Die Asienkrise 1997 machte neue Investitionen für mehrere Jahre schwierig.

### Seit 2000

Streckennetz der Argo-Zugverbindungen auf Java

Insgesamt waren 2011 5042 km Gleise verlegt. Fernzüge führen folgende Klassen: I. Eksecutif klimatisiert, II. Bisnis unklimatisiert und III. Ekonomi, für die keine Reservierungspflicht besteht. Die seit 1995 eingeführten Argo-Züge führen nur erste Klasse. Aufgrund sexueller Belästigungen führte man 2010 im Nahverkehr reine Frauenwagen ein.
Die größten Personenbahnhöfe für Fernzüge sind in Jakarta der zentrale, aber überlastete Bahnhof Gambir und der im Hafen gelegene Tanjung Priok. In Yogyakarta dient der Bahnhof Tugu für die Transportklassen Business (II.) und Exekutiv (I.), während Lempuyangan für Züge der Economy-Klasse benutzt wird. In Surabaya sind die Hauptbahnhöfe der zentrale Gubeng und Pasar Turi im Norden. Auf Sumatra gibt es abgesehen von der Strecke Palembang–Bandar Lampung, kaum Personenverkehr, außer für Pendler oder in touristischen Sonderzügen.
Elektrische Triebzüge liefert zur Zeit vor allem Bombardier Transportation, für den Nahverkehr erwirbt man bevorzugt gebrauchte japanische Einheiten.

#### Strecken

Streckennetz auf Java

Das aus der Kolonialzeit überkommenen Streckennetz war für Hauptstrecken auf Geschwindigkeiten von 70 bis 75 km/h angelegt gewesen, sonst 40 km/h, für Nebenstrecken zweiter Klasse oft nur 30–35 km/h. Selbst diese Geschwindigkeiten waren wegen des schlechten Zustandes nach 1948 kaum mehr erreichbar. Die meisten Stichbahnen wurden stillgelegt.
Ab 1963 gab es sechs Direktionen (eksplotasi; je drei auf Java und Sumatra) sowie 15 technische Inspektorate, die direkt der Zentralverwaltung unterstanden. Das Streckennetz ist heute verwaltungsmäßig in Direktionen (Daerah Operasi DAOP) geteilt. Davon befinden sich neun auf Java und drei auf Sumatra.
Der zweigleisige Ausbau der Hauptstrecken auf Java wurde begonnen, er sollte bis 2015 im Wesentlichen abgeschlossen werden. Eine neue Strecke soll den Flughafen Soekarno-Hatta besser mit Manggarai verbinden.

#### In Planung
Mit Hilfe der SNCF arbeitet man am Wiederaufbau eines Streckennetzes in der Region Aceh (Nordsumatra) in Regelspur. Zum Bau einer Ringstrecke mit ca. 560 km um Bali wurde 2011 ein Vorvertrag unterzeichnet. Angedacht wurden 2003 der Neubau von Strecken auf Kalimantan und Sulawesi sowie seit die Wiederaufnahme einiger Strecken im Bereich der Direktion II, zuerst Bandung–Ciwidey und Rancaekek–Tanjung Sari. Sofern finanzierbar, sollen noch vier weitere Strecken folgen. Auch in Südsumtra will man zweigleisig ausbauen. Eine 2011 auf Kalimantan in Angriff genommene, 122 km lange Regelspurstrecke sollte Kohle von der Mine in Muara Wau zum Hafen von Bengalon transportieren. Der gegenwärtige Status ist unklar und mit einer baldigen Fertigstellung ist nicht zu rechnen.

## Fahrzeuge

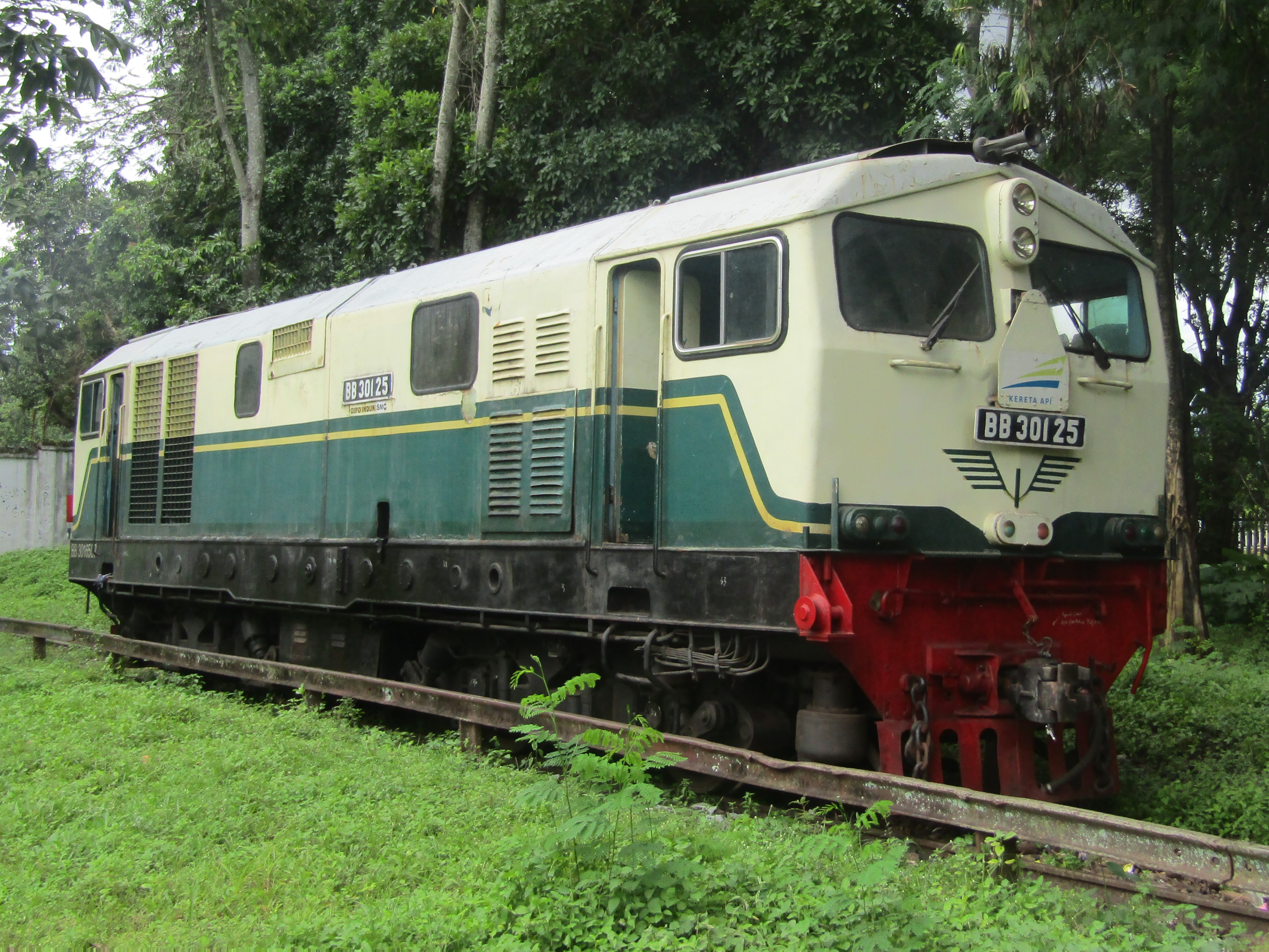
Bei Krupp gebaute BB 301 25

Im Jahr 1952 begannen Geschäftsverbindungen der Lokomotiv- und Waggonbaufabrik Krupp mit Indonesien. Damals lieferte das Unternehmen 100 Dampflokomotiven in den seit 1949 unabhängigen Staat. Ab 1958 folgten Diesellokomotiven für den Strecken- und Rangierdienst. 1977 stammten mit 301 Maschinen 64 % aller indonesischen Dieselloks aus der Essener Lokomotivschmiede, darunter 50 Streckenlokomotiven der dieselhydraulischen Baureihe BB301.
Die von der Maschinenfabrik Esslingen 1966 gebaute Lokomotive 5316 ist die letzte in Dienst verbliebene Dampflokomotive des Landes (im Museum). Die letzte beschaffte Dampflokomotive Trangkil 4 (Hunslet 3902) kam aus Großbritannien, sie wurde wieder dorthin zurückverkauft.
Im Dienst befanden sich 2004 74 Diesellokomotiven und Triebzugeinheiten sowie 253 elektrische Lokomotiven und Triebwagen. Außerdem existierten 846 Reisezugwagen, davon 65 Gepäck- und Speisewagen. Dazu kamen 3214 Güterwagen verschiedener Typen.
Das Unternehmen besitzt etwa 450 Lokomotiven, die aber nicht alle betriebsfähig sind. Die Reihenbezeichnungen der Lokomotiven folgt dem zur Zeit der japanischen Verwaltung eingeführten Schema. Buchstaben(kombinationen) kennzeichnen die Zahl der Radsätze (ggw. Typen: C, D, BB und CC). Eine dreistellige Zahl benennt die Klasse, wobei mit Zahlen 20... elektrischer und 30... Dieselantrieb kenntlich gemacht wird. Eine zwei- oder dreistellige Ordnungsnummer kennzeichnet die einzelnen Lokomotiven. Die Triebzüge im Nahverkehr der Hauptstadt verkehren mit den Reihenbezeichnungen 6000, 7000 und 8000.
Als Tochtergesellschaft gehörte zur Staatsbahn das Ausbesserungswerk  Balai Yasa Lokomotif Uap. Dieses wurde 1981 zu einem Wagen- und Lokomotivhersteller namens PT Industri Kereta Api reorganisiert (Sitz in Madiun). Technische Beratung erhielt man u. a. aus China und von General Electric, seit den 1950ern einem wichtigen Lieferanten. Den ersten eigenen Güterwagen wurden 1982 gefertigt, Personenwagen ab 1984, elektrische Triebwagen 1994, luxuriöse Argo Bromo-Wagen seit 1995 und die erste elektrische Lokomotive 1996 (GE Lokindo). Seit den 1990ern werden auch Wagen in den südostasiatischen Raum exportiert.
Weitere kleinere Ausbesserungswerke befinden sich auf Java in Depok (West), Tegal, Gubeng (Surabaya) und Pengok bei Yogyakarta. Für die drei Güterverkehrsnetze Sumatras gibt es Werkstätten in Lahat (Süd), Padang (West) und Pulubrayan bei Medan (Nord-Ost). Bahnbetriebswerke bestehen in Medan, Tebingtinggi, Padang, Padang Panjang, Kertapati, Tanjungkarang, Rangkasbitung, Tanahabang (Jakarta), Jatinegara (Jakarta), Bandung, Banjar, Cibatu, Cirebon, Purwokerto, Cilacap, Kutoarjo, Semarang, Yogyakarta, Surakarta, Cepu, Madiun, Sidotopo (Surabaya) und Jember.
Im innerstädtischen Nahverkehr werden heute hauptsächlich gebraucht gekaufte japanische Züge eingesetzt. Im Mai 2011 waren 386 betriebsfähige Einheiten vorhanden. Der gegenwärtige Investitionsplan sieht bis 2014 eine Erweiterung auf über 1400 Wagen für eine tägliche Kapazität von 1,2 Millionen Fahrgästen vor. Darüber hinaus ist die Beschaffung von 500 Wagen mit einer Option auf weitere 500 Wagen vorgesehen, die von einem Joint Venture zwischen PT Industri Pereta Api und Stadler Rail hergestellt werden sollen.
Auf der Schnellfahrstrecke Jakarta-Bandung, die voraussichtlich im Juni 2023 eröffnet wird, waren ursprünglich ab Beginn der Planungen 2008 für die Strecke Triebzüge des Typs E5 der japanischen Hersteller Kawasaki Heavy Industries und Hitachi vorgesehen, die im Rahmen der Errichtung der Strecke durch japanische Unternehmen geliefert werden sollten. Nachdem aufgrund hoher Kosten die Pläne zeitweise ins Stocken geraten sind, wurde 2015 entschieden, die Errichtung durch chinesische Unternehmen durchzuführen, sodass stattdessen für den Einsatz auf der Strecke Triebzüge des Typs CR400AF der Fuxing-Plattform des chinesischen Herstellers CRRC beschafft werden.
Zahlreiche alte Dampflokomotiven sind im Eisenbahnmuseum Ambarawa ausgestellt. Dort werden auch touristische Dampflokfahrten angeboten. Die Cepu Forest Railway ursprünglich in Betrieb 1915–91, wird seit 2002 ebenfalls wieder als Museumsbahn unter Dampf betrieben.